# Salem (Utah)
Salem – miasto w Stanach Zjednoczonych, w stanie Utah, w hrabstwie Utah.